# Zalea wisei
Zalea wisei är en tvåvingeart som beskrevs av Mcalpine 2007. Zalea wisei ingår i släktet Zalea och familjen Canacidae. Inga underarter finns listade i Catalogue of Life.